# Xcumpich
Xcumpich es una localidad, subcomisaría del municipio de Mérida, en el estado de Yucatán localizado en el sureste de México.

## Toponimia
El nombre (Xcumpich) significa en idioma maya tordo de la hondonada pues k'óom significa hondonada y pich' significa tordo (Dives dives).

## Localización
Xcumpich se encuentra localizada a 10.5 kilómetros del centro de la ciudad de Mérida. En la actualidad está propiamente dentro de los límites urbanos de la ciudad.  El viejo casco de la hacienda henequenera, colindante con las antiguas instalaciones de Cordemex, hoy constituye una mansión privada habitada por sus propietarios. Cerca de ahí se encontraba una finca denominada Tzabcán.

## Importancia histórica
Tuvo su esplendor durante la época del auge henequenero y emitió fichas de hacienda las cuales por su diseño son de interés para los numismáticos. Dichas fichas acreditan la hacienda como propiedad de Audomaro Molina Solís.

## Demografía
Según el censo de 1980 realizado por el INEGI, la población de la localidad era de 351 habitantes, de los cuales 181 eran hombres y 170 eran mujeres. Actualmente la localidad está conurbada a Mérida- En 2010 la población de esta localidad ha llegado a 359 mujeres y 323 hombres; de los cuales el 47% son niños y jóvenes y el 8% son adultos mayores.
| 252                         | 313 | 211 | 163 | 145 | 184 | 184 | 260 | 351 | 476 | 682 |
| (Fuente: INEGI [Consultar]) |     |     |     |     |     |     |     |     |     |     |

## Galería

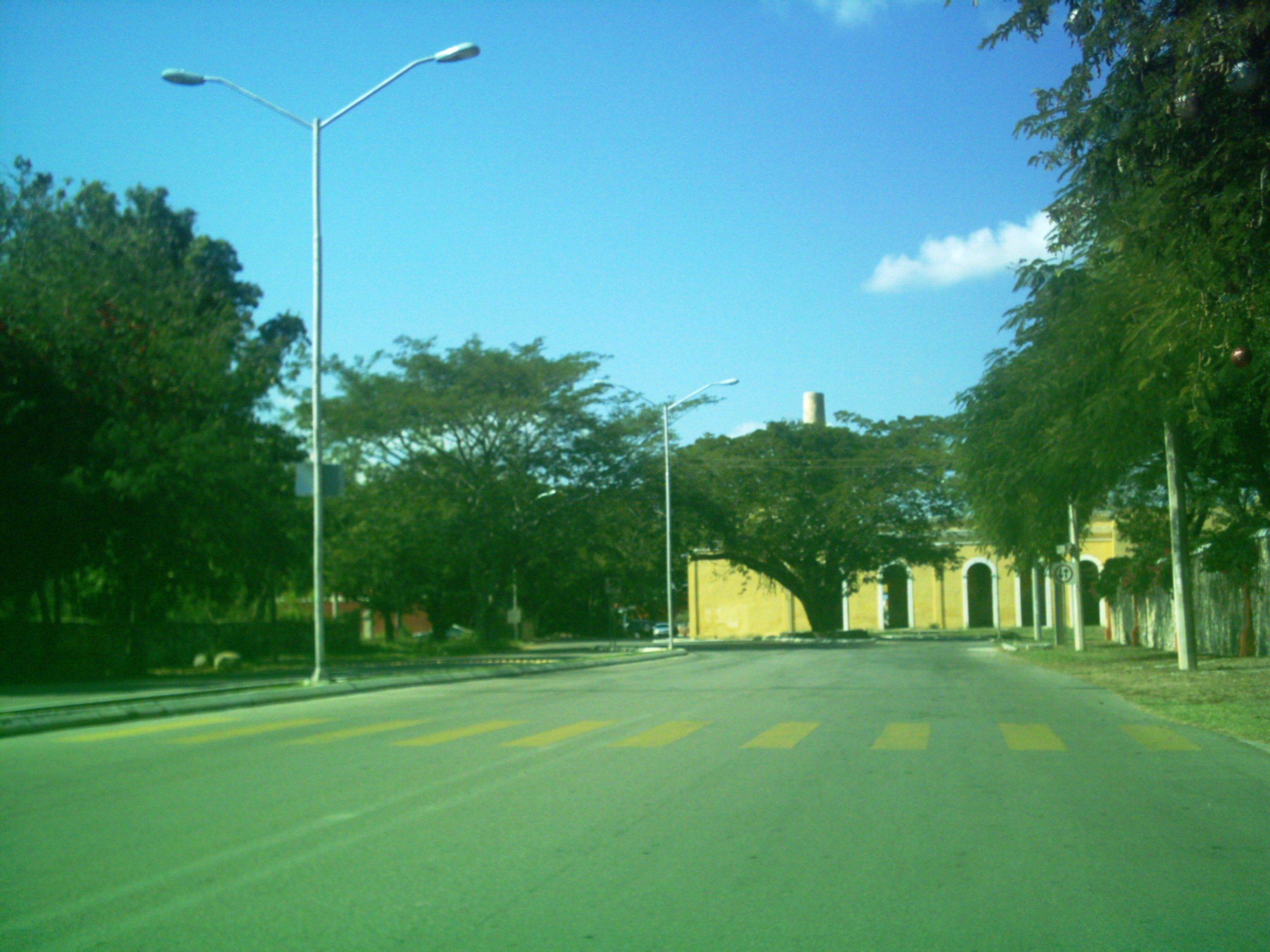
Vista de la hacienda Xcumpich.
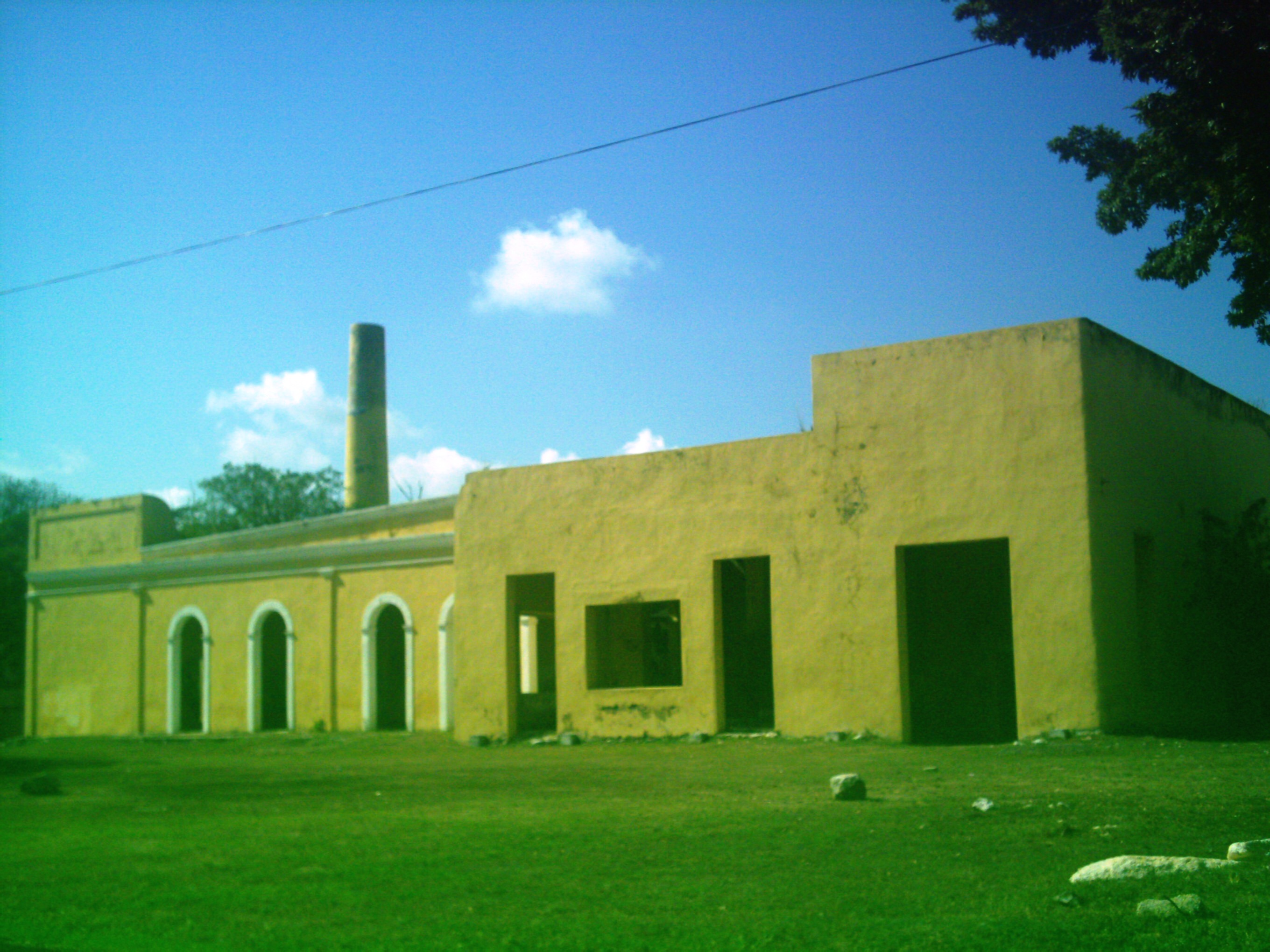
Vista de la hacienda Xcumpich.
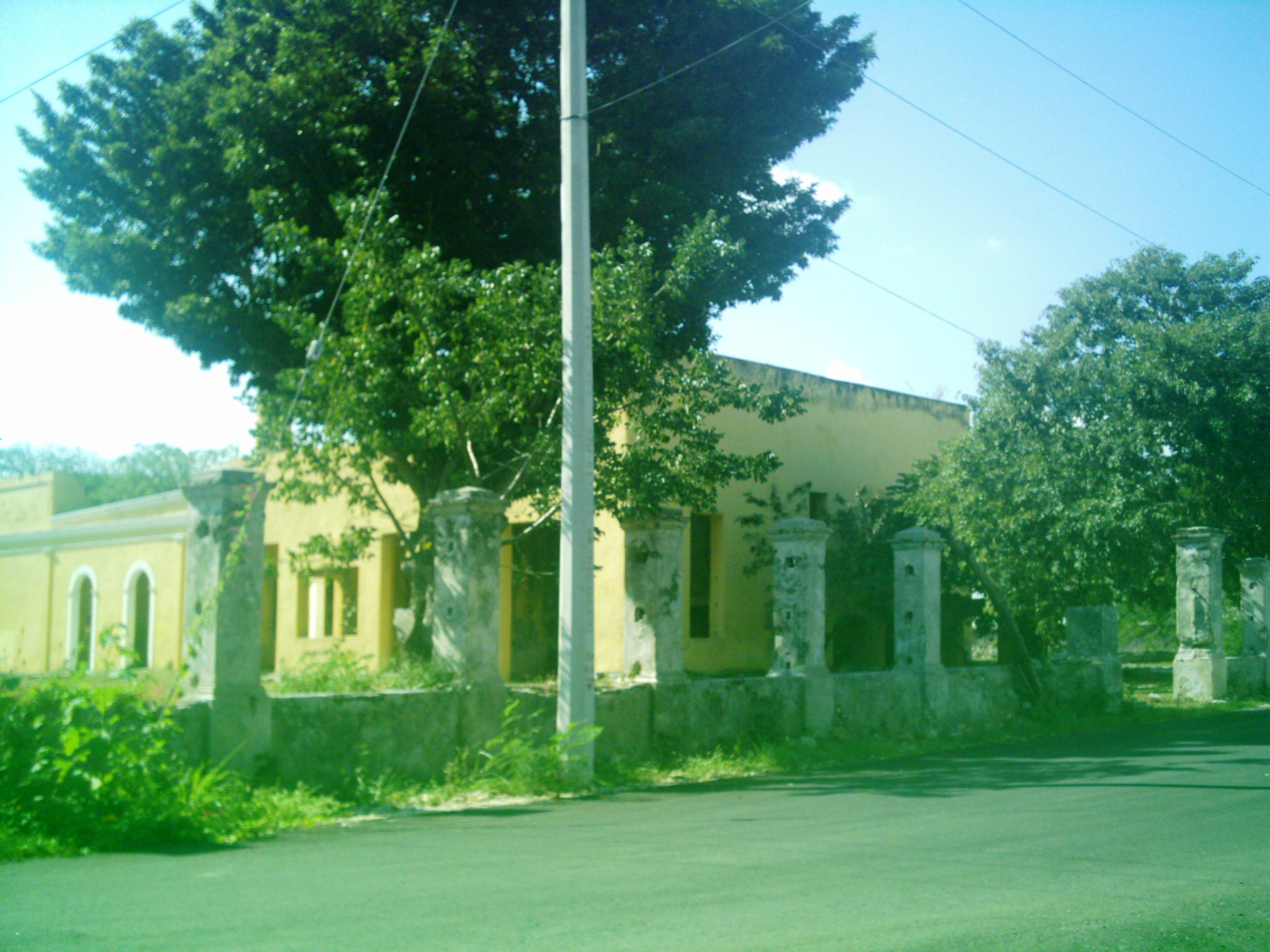
Vista de la hacienda Xcumpich.
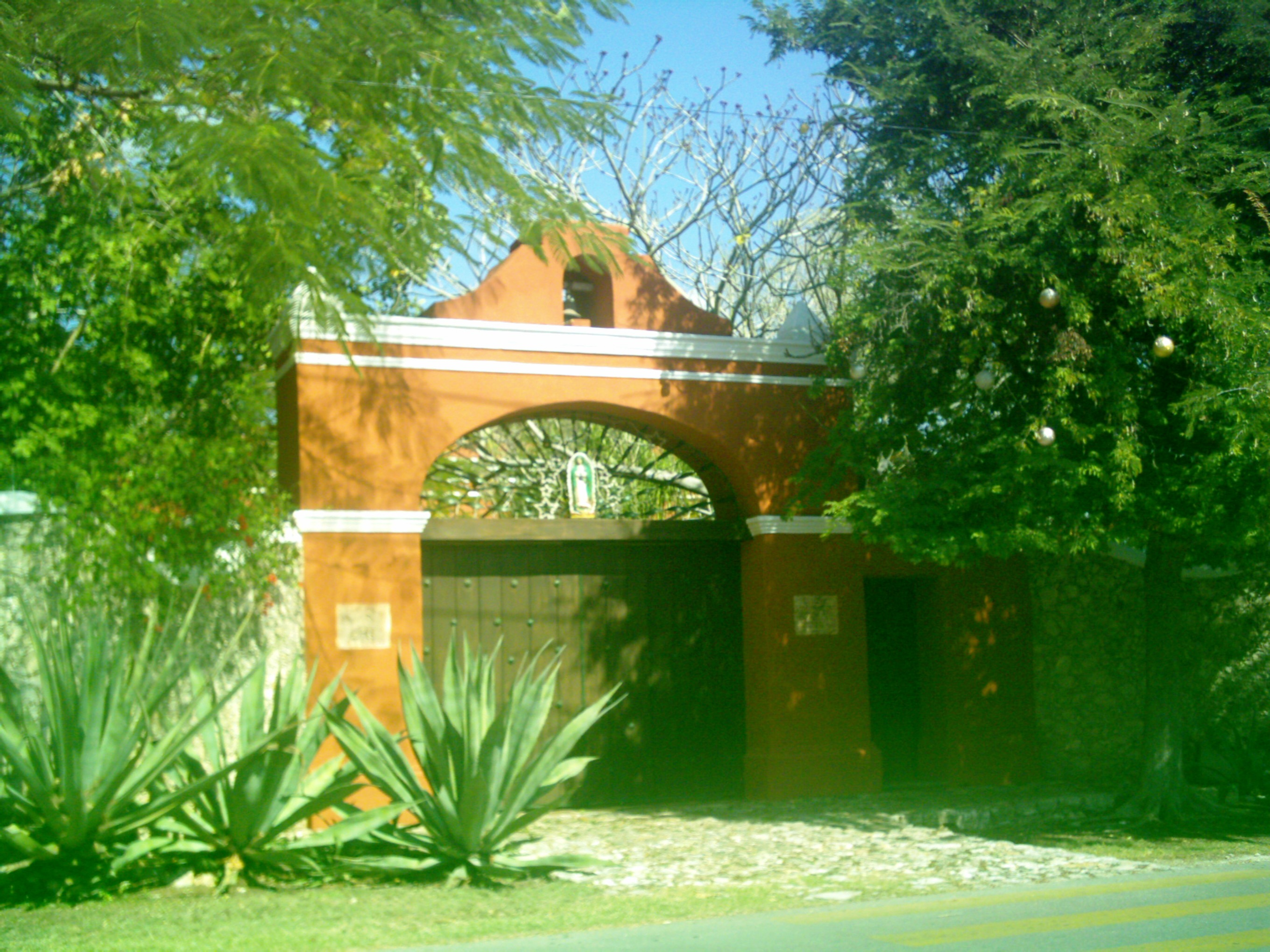
Entrada de la hacienda Xcumpich.
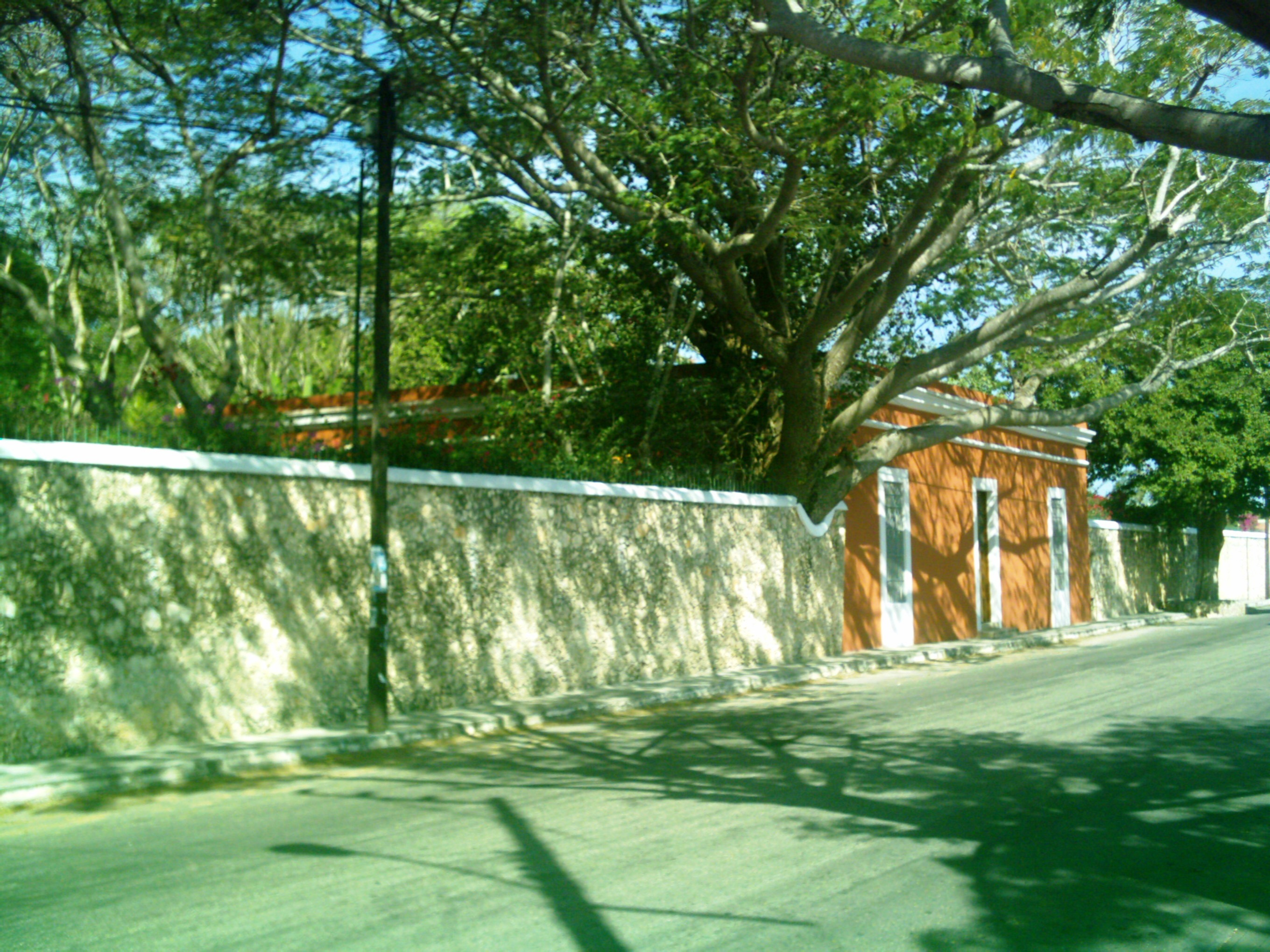
Vista de la hacienda Xcumpich.
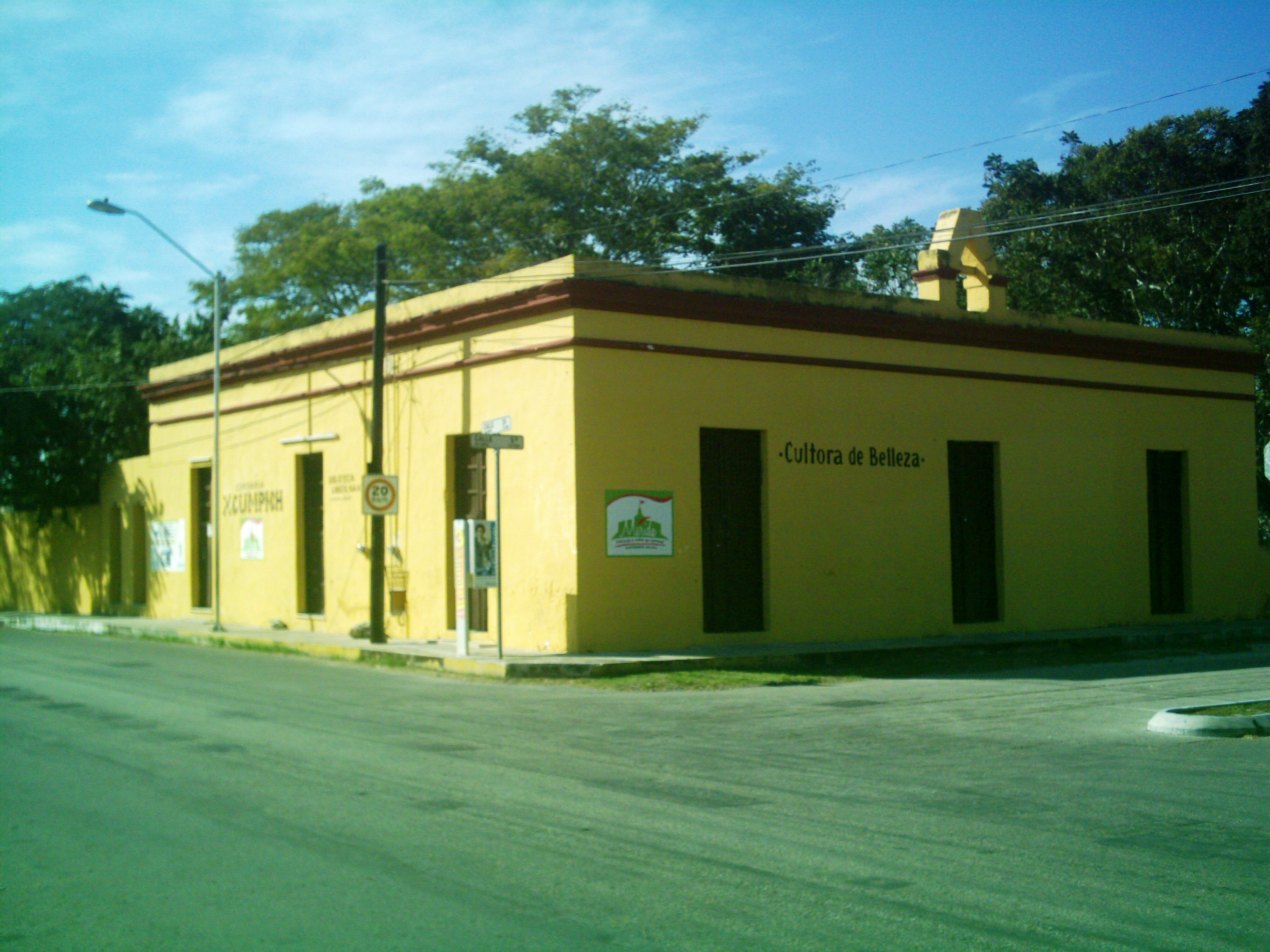
Casa comisarial de Xcumpich.
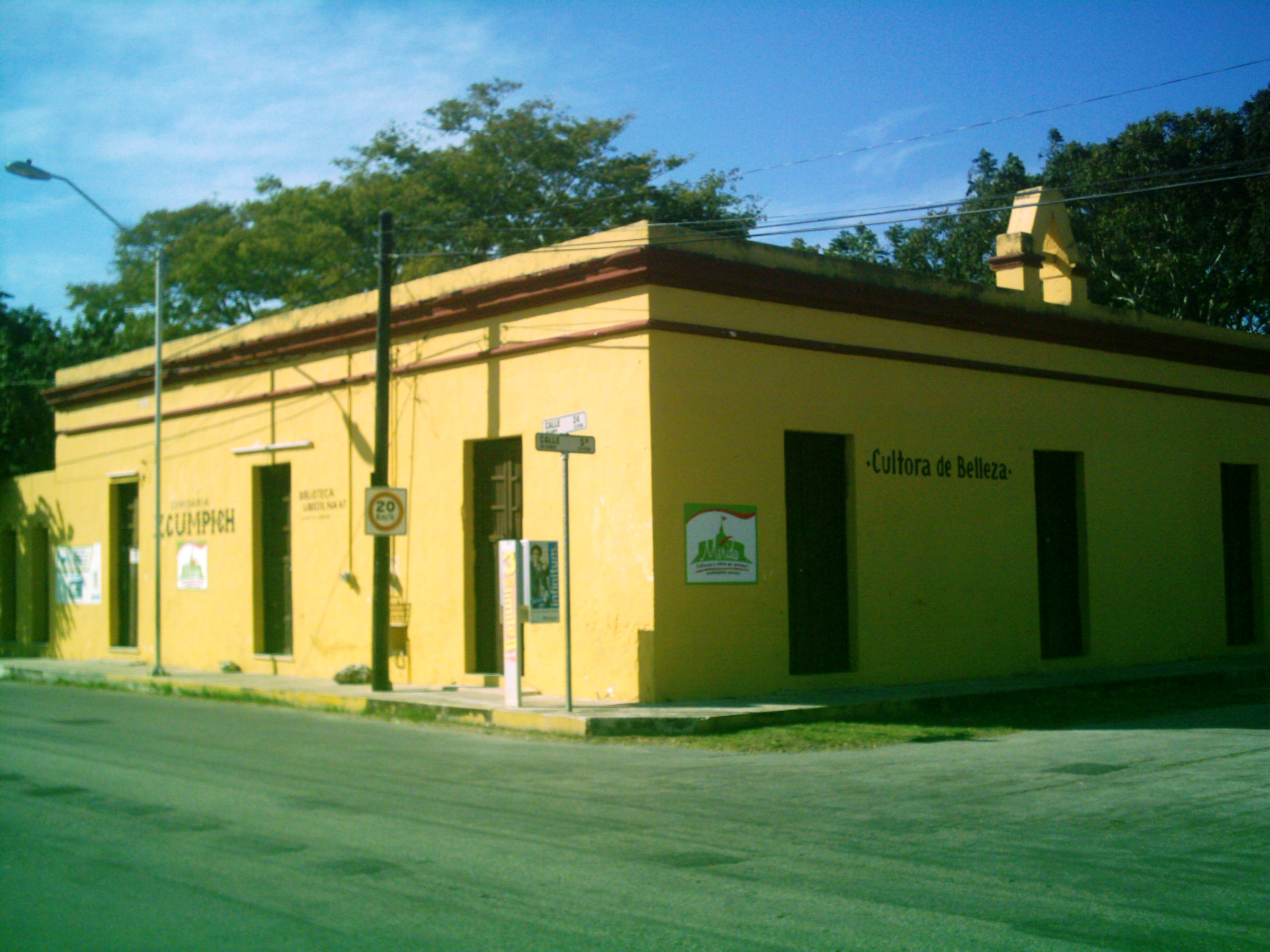
Casa comisarial de Xcumpich.
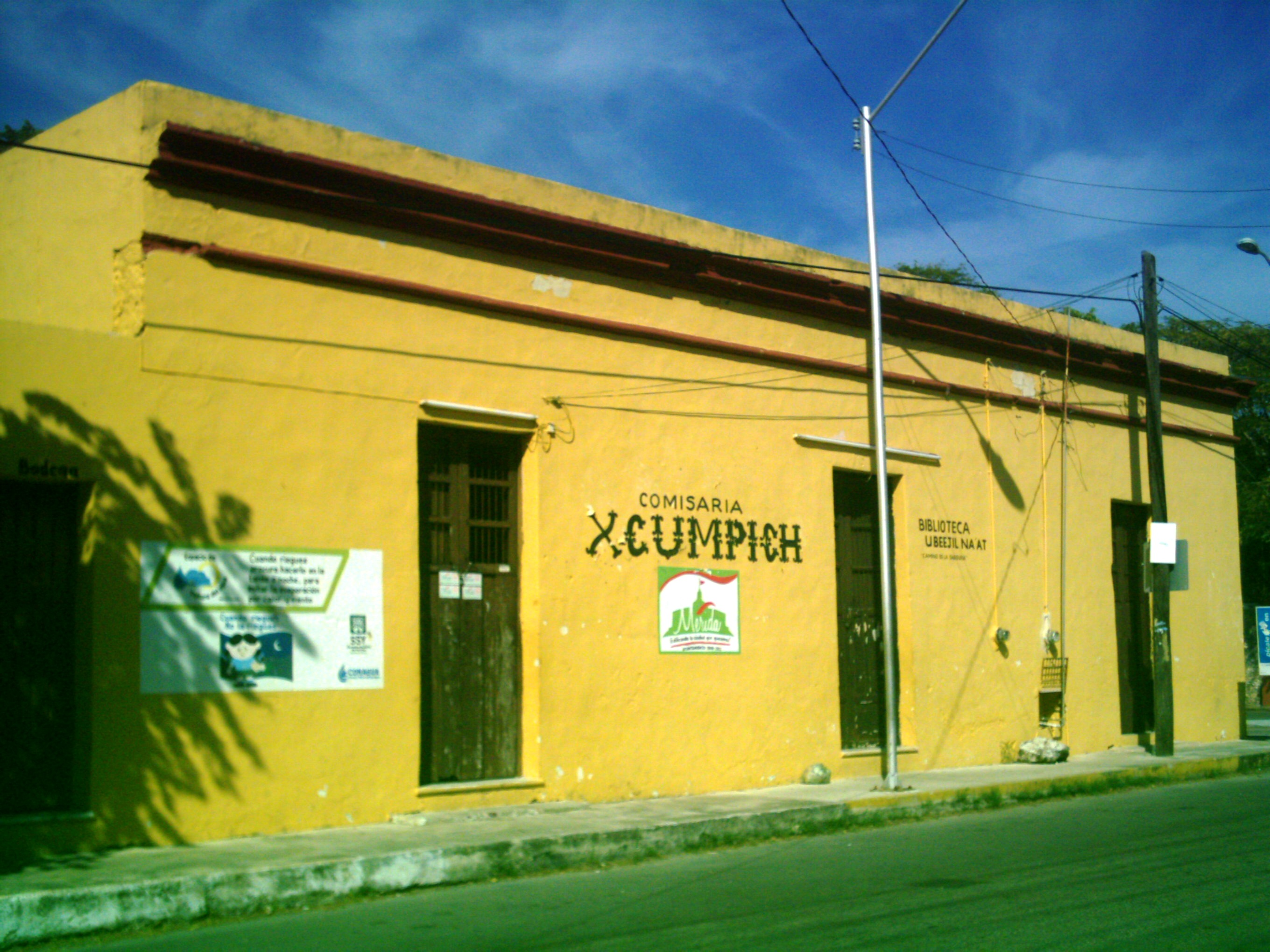
Casa comisarial de Xcumpich.